# Решетниково (Можгинский район)
Реше́тниково — деревня в Можгинском районе Удмуртии, входит в состав Нынекского сельского поселения.

## География
Деревня находится на расстоянии 28 км к юго-западу от города Можга, административного центра района, и 102 км к юго-западу от города Ижевск, столицы республики.

### Часовой пояс
Деревня Решетниково, как и вся Удмуртская Республика, находится в часовой зоне МСК+1. Смещение применяемого времени относительно UTC составляет +4:00.

## Население
| 2008 | 2010 | 2012 |
| ---- | ---- | ---- |
| 136  | ↘131 | →131 |

## Улицы
В деревне имеется одна улица — Печкинская.